# Vermina
Vermina (fl. III secolo a.C.) è stato un sovrano numida.

## Biografia
Figlio di Siface, è menzionato per la prima volta nel 204 a.C., quando con il padre sconfisse Massinissa. Dopo la sconfitta e la cattura del padre, divenne re dei Massesiliani e rimase fedele ai cartaginesi.
Poco dopo il ritorno di Annibale in Africa, lo raggiunse nei possedimenti che il cartaginese aveva in Byzacena; tuttavia Vermina non partecipò alla battaglia di Zama, probabilmente perché impegnato a raccogliere nuove forze nei territori a lui rimasti fedeli. Arrivò sul luogo della battaglia poco dopo che questa si era conclusa con la sconfitta definitiva di Annibale e venne attaccato e sconfitto dai Romani, subendo notevoli perdite: 15.000 dei suoi uccisi  e 1.200 presi prigionieri. Lo stesso Vermina riuscì a stento a fuggire con pochi cavalieri.
Poiché non aveva altre alternative, si sottomise ai Romani e nel 200 a.C. inviò una ambasciata a Roma, chiedendo che il Senato Romano lo chiamasse re, alleato ed amico del popolo Romano.
Il Senato Romano inviò una commissione presso la corte di Vermina, che fu ricevuta con grandi onori: tra gli ambasciatori romani vi era anche Gaio Terenzio Varrone. Fu conclusa la pace, i cui termini non sono stati riportati, comunque la maggior parte dei
domini ereditari di Vermina furono dati a Massinissa.